# Alcoholics Anonymous Suite
A Alcoholics Anonymous Suite (também conhecida como Twelve-step Suite e Mikey Suite) é uma série de cinco canções da banda norte-americana de metal progressivo Dream Theater. Cada música, escrita pelo baterista Mike Portnoy, é subdividida em seções menores e denota sua experiência com o alcoolismo de alguma forma, e cada uma representa um número do Programa de 12 passos (método criado nos Estados Unidos para tratamento do alcoolismo). As canções têm a característica de recorrerem a músicas e temas líricos. Como no programa de 12 passos, a compilação possui um total de 57:16 minutos. Todos os passos da Saga começam com as letras "Re".
Em maio de 2014, durante uma entrevista ao "Trunk Nation", de Eddie Trunk, Mike comentou o acordo da banda norte-americana de heavy metal Queensrÿche com seu ex-vocalista Geoff Tate (que cedeu o nome do grupo mas exigiu os direitos sobre os álbuns Operation: Mindcrime e Operation: Mindcrime II) e afirmou que gostaria de ter feito o mesmo com sua série quando deixou o Dream Theater.  Ele explicou que "quebraria o seu coração" se o Dream Theater tocasse as canções agora que ele não faz mais parte do grupo.
A primeira canção, The Glass Prison ( "A Prisão de Vidro"), faz um arco direto com The Shattered Fortress ("A Fortaleza Estilhaçada"), formando o início e o encerramento da série, tanto que os minutos finais de The Shattered Fortress é parte da introdução de The Glass Prison, como uma forma de olhar para o passado após a transformação ocorrida nos 12 passos.

## Músicas
A série consiste num total de cinco músicas:
- "The Glass Prison" (Six Degrees of Inner Turbulence)
  - I. "Reflection"
  - II. "Restoration"
  - III. "Revelation"
- "This Dying Soul" (Train of Thought)
  - IV. "Reflections of Reality (Revisited)"
  - V. "Release"
- "The Root of All Evil" (Octavarium)
  - VI. "Ready"
  - VII. "Remove"
- "Repentance" (Systematic Chaos)
  - VIII. "Regret"
  - IX. "Restitution"
- "The Shattered Fortress" (Black Clouds & Silver Linings)
  - X. "Restraint"
  - XI. "Receive"
  - XII. "Responsible"

Todas as músicas são dedicadas para "Bill W. (co-fundador do programa 12 passos) e seus amigos".
A música "The Mirror", do álbum Awake, também fala sobre o alcoolismo de Portnoy, e faz alusão a letras de abertura da segunda, terceira, quarta e oitava partes da compilação. ("Reflections of reality are slowly coming into view…".)

## Passagens recorrentes
Pela letra ou pela música, cada canção faz referência às respectivas precedentes:
- "This Dying Soul":
  - Nas linhas "Hello mirror, so glad to see you my friend / It's been a while" faz referência à música "The Mirror".
  - A letra "I can't break out of this prison all alone" é dita também em "The Glass Prison".
  - Esta música também compartilha um solo com a "The Glass Prison".
- "The Root of All Evil":
  - O solo inicial de guitara é semelhante com o solo final tocado em "This Dying Soul", um pouco mais lento.
  - O pré-refrão "I can feel my body breaking" também está em "This Dying Soul".
  - A letra "I can't break out of this prison all alone" é mencionada de novo.
  - A letra "Heal this dying soul" faz referência ao título de "This Dying Soul".
- "Repentance":
  - A melodia inicial é idêntica a da canção "This Dying Soul".
  - As primeiras linhas "Hello mirror, so glad to see you my friend / It's been a while" são as mesmas iniciadas em "This Dying Soul".
- "The Shattered Fortress":
  - O título da música deriva de dois trechos de "The Glass Prison"; "A shattered glass prison wall behind me" e "A long lost fortress";
  - O vídeo promocional do Natal de 2008 de Mike Portnoy mostra um trecho quase idêntico ao de "The Glass Prison".